# Ben Jonson
Benjamin Jonson (n. 11 iunie 1572, Westminster⁠(d), Regatul Angliei – d. 6/16 august 1637, Londra, Regatul Angliei) a fost un actor, dramaturg și poet englez din perioada Renașterii engleze.  Contemporan cu William Shakespeare, Ben Jonson este cel mai bine cunoscut pentru piesele sale satirice, și în special pentru Volpone și Alchimistul, considerate a fi cele mai bune scrieri dramatice ale sale, și pentru poemele sale lirice.  Un om foarte erudit cu un apetit neobosit pentru controverse, Jonson a avut o influență de neegalat asupra literaturii iacobiene și a celei caroliniene, respectiv asupra scriitorilor, poeților și dramaturgilor care pot fi incluși în aceste două curente ulterioare ale literaturii de limbă engleză.

## Scrieri
- 1598: Fiecare om cu toana lui ("Every Man in His Humour")
- 1603: Sejanus
- 1605+1606 Volpone
- 1609: Epicoene sau femeia tăcută ("Epicoene, or the Silent Woman")
- 1609: Masca reginelor ("The Masque of the Queens")
- 1611: Catilina ("Catiline")
- 1610: Alchimistul ("The Alchimist")
- 1613: Târgul de Sfântul Bartolomeu ("Bartholomew Fair")
- 1616: Pădurea ("The Forest")
- 1640: Lăstăriș ("Underwoods")
- 1640: Lemnul sau descoperiri făcute asupra oamenilor și materiei ("Timber, or Discoveries Made Upon Men and Matter").

## Biografii ale lui Ben Jonson
- Ben Jonson: His Life and Work de Rosalind Miles
- Ben Jonson: His Craft and Art de Rosalind Miles
- Ben Jonson: A Literary Life de W. David Kay
- Ben Jonson: A Life de David Riggs